# جورج فلاش
جورج فلاش هو محامي وسياسي إسرائيلي، ولد في 1909 في ريشيتسا في رومانيا، وتوفي في 22 نوفمبر 1990 في إسرائيل. نشط حزبياً في General Zionists ‏. وقد انتخب عضو الكنيست ‏ (20 أغسطس 1951 – 15 أغسطس 1955).